# Loíza (Santurce)
|                                                  |                                                         |
| Coordenadas                                      | 18°26′57″N 66°3′12″O / 18.44917, -66.05333              |
| Entidad • País • Territorio • Municipio • Barrio | Sub-barrio Estados Unidos Puerto Rico San Juan Santurce |
| Superficie                                       | 0,32 km² (0,12 mi²)                                     |
| Población • Densidad poblacional                 | 2.139 (2000) 6.622,0 km² (17.151,0 mi²)                 |

Loíza es uno de los cuarenta “sub-barrios” del barrio Santurce en el municipio de San Juan, Puerto Rico. De acuerdo al censo del año 2000, este sector contaba con 2.139 habitantes y una superficie de 0,32 km².